# Jessie Washington

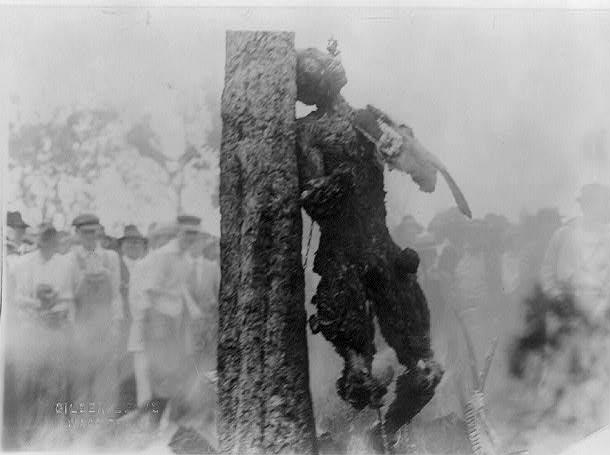
Fotografia ciała zlinczowanego Washingtona wykonana przez Freda Gildersleeve

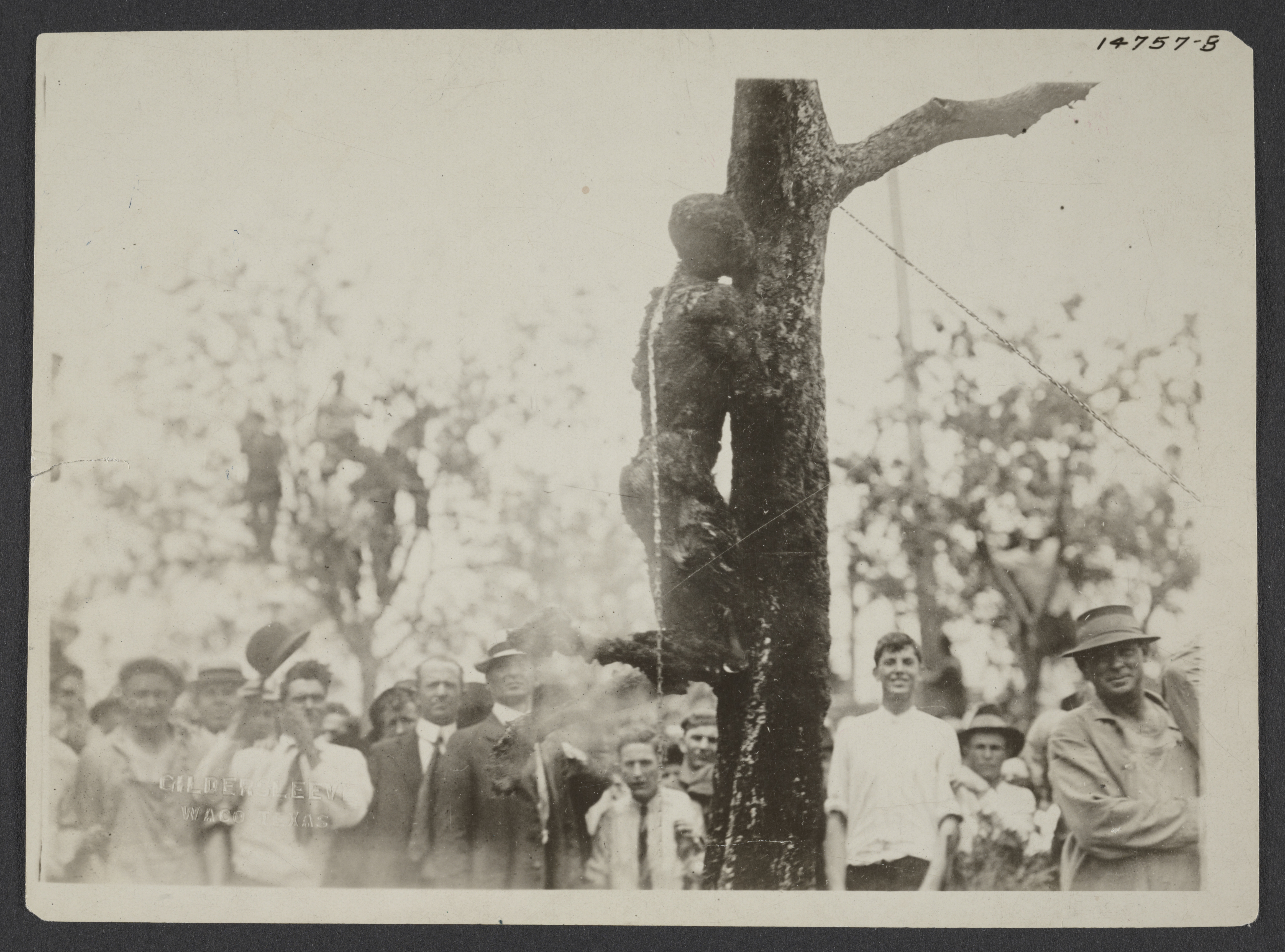
Fotografia ciała Washingtona (inne ujęcie)

Jessie Washington (ur. 1899, zm. 15 maja 1916) – upośledzony umysłowo afroamerykański robotnik rolny, morderca, ofiara głośnego linczu w USA.
Pracował na plantacji Lucy Freyer w Waco w Teksasie. Został aresztowany 8 maja 1916 r., oskarżony o gwałt i morderstwo białej kobiety, 53-letniej Lucy Fryer (którą, według dzisiejszych badaczy, faktycznie zamordował), przyznał się do obu czynów 15 maja tego samego roku. Po jednodniowym procesie i 4-minutowej naradzie sędziów przysięgłych, został 15 maja wciągnięty na miejski rynek i zlinczowany na oczach 10-15-tysięcznego tłumu gapiów, w tym dzieci.
Washingtona powieszono na drzewie za przeguby rąk, wykastrowano, obcięto mu palce i opuszczano na rozpalony pod nim stos. Polano go łatwopalną cieczą i podpalono. Był dźgany, bity, duszony i wyśmiewany. Na wpół zwęglone ciało zlinczowanego stało się tematem zdjęć i okolicznościowych pocztówek. Szczątki w worku zawieszono przed kuźnią w afroamerykańskiej osadzie Robinson.
Lincz Jessie Washingtona jest uznawany za symbol prześladowania czarnoskórych w Ameryce na przełomie XIX i XX wieku. W latach 1882–1968, według oficjalnych danych zlinczowano w Stanach Zjednoczonych 4742 Afroamerykanów.